# Eentenige aalsalamander
De eentenige aalsalamander (Amphiuma pholeter) is een salamander uit de familie aalsalamanders (Amphiumidae). De soort werd voor het eerst wetenschappelijk beschreven door Wilfred T. Neill in 1964.

## Uiterlijke kenmerken
De eentenige aalsalamander heeft een roze tot bruine of zwarte kleur. Het is van de drie soorten aalsalamanders de kleinste; volwassen exemplaren worden 22 tot 33 centimeter lang. De twee andere soorten worden aanzienlijk langer.

## Verspreiding en habitat
De salamander leeft in de centrale en zuidelijke delen van de Verenigde Staten in de staten Alabama, Florida, Georgia en Mississippi. De habitat bestaat uit vochtige tot natte delen van het landschap zoals moerassen.